# ルイ・S・サンローラン
ルイ・S・サンローラン(CCGS Louis S. St-Laurent)はカナダ沿岸警備隊に所属する砕氷船である。 
カナダの第12代首相、ルイ・セント・ローランにちなんで名付けられた。
この船は「北極重砕氷船」に分類され、カナダ沿岸警備隊における最大の砕氷船および旗艦である。 

## 概要
ルイ・S・サンローランの母港は、セントジョンズ、ニューファンドランド、ラブラドールである。 本船は、夏期においてはカナダの北極圏航海に運用され、北極海域を航行する船舶を支援し、学際的な科学調査にも利用されている。 冬期は特に海氷が多い時期に ケベック州 モントリオールへの輸送を支援する。

## 歴史

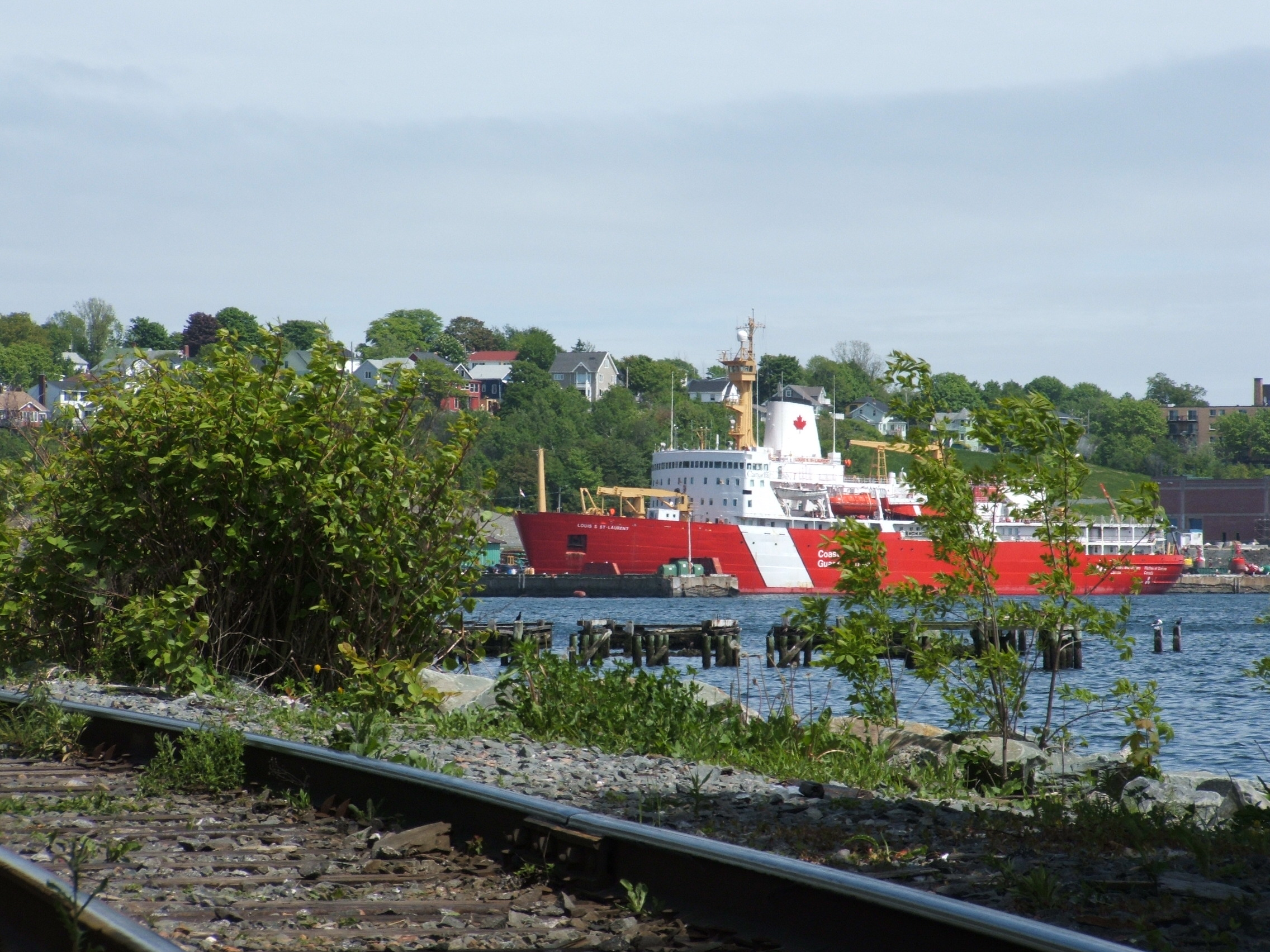
2007年6月、母港（当時）でCCG Base Dartmouthと並んで停泊するルイ・S・サンローラン。

ルイ・S・サンローランは1966年12月3日にモントリオール、ケベック州 のカナダ・ビッカース社で建造され、1969年10月に就役した
本船は  1969年9月8日から22日までの期間、カナダ沿岸警備隊船舶ジョンA.マクドナルド、米国沿岸警備隊の船舶NorthwindおよびStaten Island の支援を受け、北西航路でのSSマンハッタン遠征で運用された。
本船は、1988年から1993年にかけ、ノバスコシア州ハリファックスHalifax Shipyard社において大規模な近代化改修を受けた。 
ブライアン・マルロニー首相の政府は、カナダが領有権を主張する領海でのカナダの主権を示す目的で、最初に大型砕氷船の建造を提案していたため、本船の近代化改修は議論されていた。 1985年に米国沿岸警備隊船 Polar Seaが、カナダの北西航路を無許可で通過し、愛国主義者により全国的な抗議が発生した。 しかし、1980年代後半の予算削減により、沿岸警備隊と軍の拡張案が廃止されたため、この代替として、政府はその沿岸警備隊で最大の砕氷船であるルイ・S・サンローランの近代化を選択した。
2016年には、 ルイS.セントローランが海底調査グループを乗せ、北極圏に派遣された。最初、ノルウェーに向かい、続いて北極点へスウェーデンの砕氷船オーデンと共に航海した。
北への航海中に乗船していた科学者チームはグリーンランド沖に25〜30の海底火山の連鎖を発見した。

## 参照資料
1. ↑  Stephen Saunders, ed (2004). Jane's Fighting Ships 2004–2005. Jane's Information Group. pp. 95. ISBN 0710626231
2. ↑  Smith, William D. (1970). Northwest Passage, The Historic Voyage of the SS Manhattan. Markham, ON.: Fitzhenry & Whiteside Ltd, Publishers. ISBN 0-07-058460-5
3. ↑  MacDonald, Michael (2016年7月21日). “Canada sending largest icebreaker to North Pole to bolster Arctic claim”. CTV News. The Canadian Press 2016年7月27日閲覧。
4. ↑  “Research ship mapping Arctic Ocean near North Pole”. CBC News. (2016年8月20日) 2016年8月20日閲覧。